# Mike Manning
Michael Christopher "Mike" Manning (Fort Lauderdale, 12 aprile 1987) è un attore, produttore cinematografico, personaggio televisivo e attivista statunitense.
Noto soprattutto per il ruolo di Nick Swift nel film Cloud 9 e di Charlie Dale nella soap opera Il tempo della nostra vita.

## Biografia
Mike Manning nasce a Fort Lauderdale dai suoi genitori Michael Sr. e Susan Manning. Ha un fratello Jonathan e una sorella Alyssa.

### Carriera
Nel 2012 interpreta Trey nella serie tv Crash & Bernstein. Nello stesso anno interpreta Ray MacEwan nel film per la tv Operazione cupcake. L'anno dopo interpreta un giovane studente universitario nella serie tv Hawaii Five-0. Il suo grande successo arriva però nel 2014 quando interpreta Nick Swift nel film per la tv Cloud 9. Nel 2017 interpreta Deputy Farrell nella serie tv Teen Wolf. Dal 2019 interpreta Caleb McKinnon nella serie web The Bay. Nel 2020 entra nel cast della soap opera Il tempo della nostra vita nel ruolo di Charlie Dale restando fino al 2022. Nel 2022 ottiene un ruolo ricorrente nella serie tv This Is Us. Dal 2025 interpreta Smitty Smith nella soap opera Beyond the Gates.

## Vita privata
Dal 2011 Manning vive a Los Angeles, è apertamente bisessuale ed si è sposato con suo marito Nick nell'ottobre 2017.

## Filmografia

### Cinema
- eCupid (2011)
- Cloud 9 (2014)
- Eroe del folk e tizio divertente (2016)
- Love Is All You Need (2016)
- M.F.A. (2017)
- Delirium (2018)
- God's Not Dead: A Light in Darkness (2018)
- Lost in America (2018)
- Jinn (2018)
- Il colore della libertà (2020)
- Call (2020)
- Slapface (2021)
- The Way Out (2022)
- Babylon (2022)
- The Dirty South (2023)
- The Bell Keeper (2023)
- The Nana Project (2023)

### Televisione
- The Real World: D.C. - Reality show (2009-2010)
- Crash & Bernstein - serie TV, 1 episodio (2012)
- Operazione cupcake - film TV (2012)
- Hawaii Five-0 - serie TV, 1 episodio (2013)
- Major Crimes - serie TV, 1 episodio (2016)
- Teen Wolf - serie TV, 2 episodi (2017)
- The Haves and the Have Nots - serie TV, 3 episodi (2020)
- Il tempo della nostra vita - soap opera (2020-2022)
- This Is Us - serie TV (2022)
- Beyond the Gates - soap opera (2025-in corso)

### Webserie
- The Bay – webserie (2019-in corso)